# Pipromorpha
A Pipromorpha a madarak (Aves) osztályának verébalakúak (Passeriformes) rendjébe és a királygébicsfélék (Tyrannidae) családjába tartozó nem. A szervezetek többsége szerint ezek a fajok a Mionectes nembe tartoznak.

## Rendszerezésük
A nembe az alábbi fajok tartoznak ide:
- bogyóevő tirannusz (Pipromorpha oleaginea vagy Mionectes oleagineus)
- Pipromorpha roraimae vagy Mionectes roraimae
- Pipromorpha macconnelli vagy Mionectes macconnelli
- Pipromorpha peruana
- Pipromorpha rufiventris vagy Mionectes rufiventris